# Barna cukor

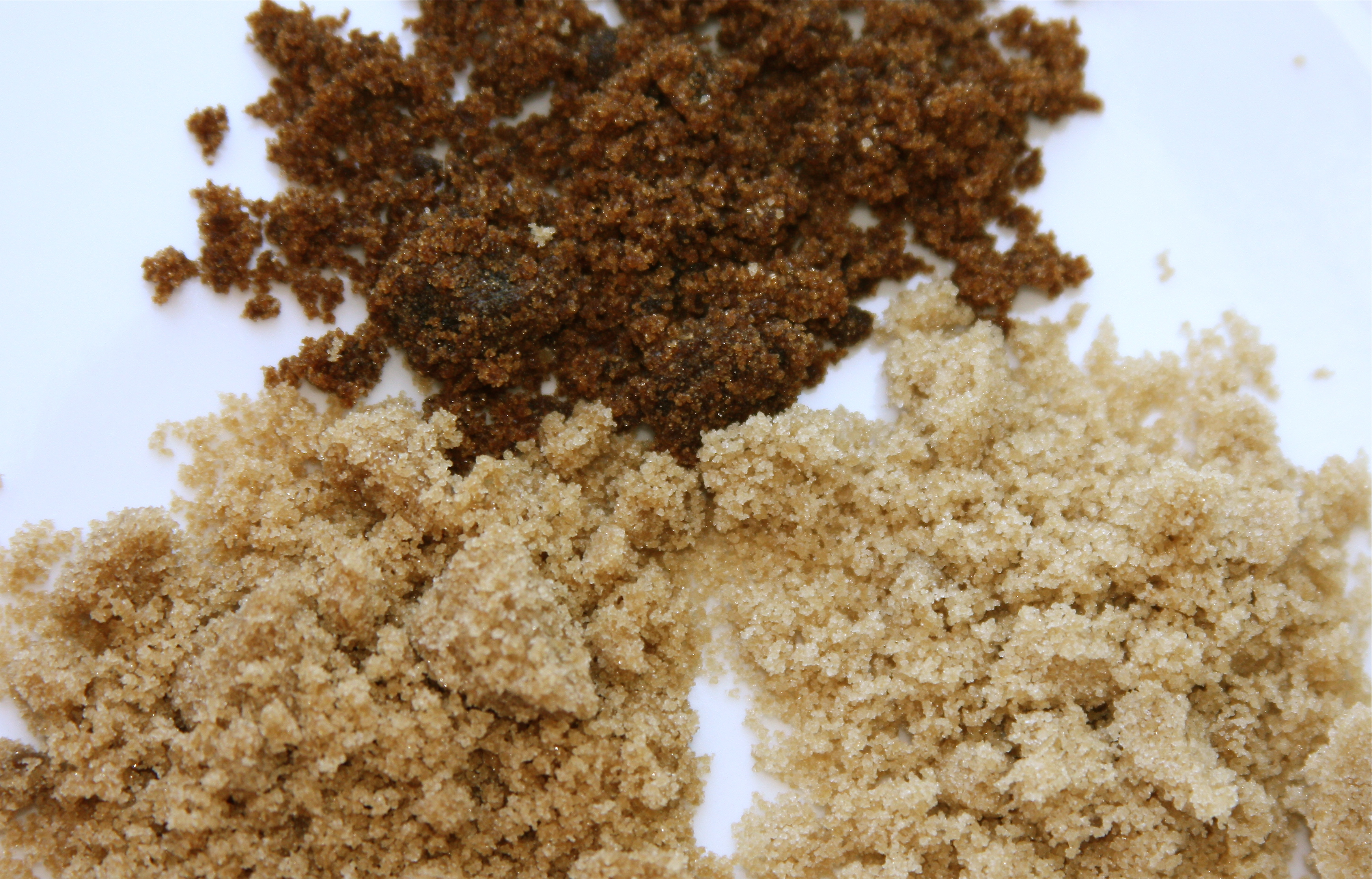

A barna cukor olyan cukortermék, amelynek a jellegzetes barna színét a melasztól kapja. A melasz vagy a cukorgyártás során marad benne vagy pedig utólag keverik hozzá a már kész fehér kristálycukorhoz. Készülhet szárítással vagy anélkül; a szárítás nélküli barna cukor hivatalos neve lágy barnacukor. 
A Magyar Élelmiszerkönyv szerint a barna cukor cukortartalma legalább 95%, lágy barnacukor esetén 90%, az invert cukor tartalma mindkét esetben legfeljebb 1,2%.
A barna cukrot gyakran fehér kristálycukorból állítják elő nádmelasz hozzákeverésével, így a melasz aránya a termékben jobban irányítható. A nádmelasz ízét általában előnyben részesítik a cukorrépából származó melaszhoz képest, de egyes helyeken (különösen Belgiumban és Hollandiában) cukorrépából készült melaszt használnak. Maga a fehér cukor lehet nád- vagy répacukor, mivel ezek kémiai összetétele, tápértéke, színe és íze gyakorlatilag azonos.
A barna cukor tápértéke valamivel kevesebb mint a fehér cukoré. 100 gramm barna cukor 373 kalóriát tartalmaz, míg a fehér cukor 396 kalóriát. A barna cukorban található ásványi anyagok (kalcium, magnézium, kálium és vas) a melaszból származnak.
Az 1800-as évek végén a fehércukorgyártók kampányt indítottak a barna cukor ellen. Olyan mikroszkóppal készült fényképeket terjesztettek, ahol a barna cukorban ártalmatlan, de visszataszító kinézetű mikroorganizmusok látszottak. A kampány olyan sikeres volt, hogy 1900 körül egy népszerű szakácskönyv arra figyelmeztetett, hogy a barna cukor alacsonyabb minőségű és könnyen megfertőződhet.

## Fordítás
Ez a szócikk részben vagy egészben angol Brown sugar című az Wikipédia-szócikk ezen változatának fordításán alapul.  Az eredeti cikk szerkesztőit annak laptörténete sorolja fel. Ez a jelzés csupán a megfogalmazás eredetét és a szerzői jogokat jelzi, nem szolgál a cikkben szereplő információk forrásmegjelöléseként.